# Andrew Hamilton (Fußballspieler, 1882)
Andrew Hamilton (* 10. Juni 1882 in Aberdeen; † 20. Juli 1915 an der Westfront) war ein schottischer Fußballspieler.

## Karriere
Hamilton spielte Anfang des 20. Jahrhunderts für die Amateurklubs Favourites und Aberdeen Harp im Aberdeener Lokalfußball, Mitte April 1905 gehörte er als Mittelstürmer zu einer Auswahl der Aberdeen Football Association anlässlich eines Benefizspiels gegen den FC Aberdeen, in dem er einen Treffer zum 2:1-Sieg der Verbandsauswahl beisteuerte. In den folgenden Wochen hatte er einige Auftritte im Reserveteam des FC Aberdeen, bevor er zur Saison 1905/06 vom Klub fest verpflichtet wurde. Zunächst weiterhin im Reserveteam aktiv, kam er nach einigen Torerfolgen am 22. November 1904 anlässlich eines Erstligaspiels gegen Third Lanark zu seinem einzigen Auftritt in der ersten Mannschaft, als er den erfahreneren Mittelstürmern Alfred Ward und George McNicol vorgezogen wurde. Bereits im Vorfeld wurde die Entscheidung presseseitig mit den Worten kritisiert: „dies ist kaum der richtige Zeitpunkt, dass Aberdeen es sich leisten kann einen jungen Spieler zu bringen.“ Nach der 1:2-Niederlage fiel das Urteil dennoch wohlwollend aus: „Hamilton war kein voller Erfolg im Zentrum für die „Wespen“ [Anm.: Spitzname Aberdeens], aber er zeigte ein ordentliches Spielverständnis und gegen Sloan [Anm.: gegnerischer Mittelläufer] war seine Ballverteilung im Ganzen gesehen, ordentlich.“ In den folgenden Monaten kam er weiterhin regelmäßig im Reserveteam zum Einsatz und war auch als Torschütze erfolgreich, ein Unfall mit einem Baugerüst sorgte im März 1906 für eine Zwangspause, am Saisonende wurde er von Aberdeen nicht mehr weiterverpflichtet.
Hamilton war verheiratet und verdiente seinen Lebensunterhalt für einige Jahre beim Kammhersteller Aberdeen Comb Works. Im Ersten Weltkrieg diente Hamilton im Rang eines Privates bei den Gordon Highlanders. Er fiel im Juli 1915 bei Kampfhandlungen an der Westfront. Sein Name findet sich am Menenpoort in Ypern.